# جایزه بزرگ هلند ۱۹۷۳
جایزه بزرگ هلند ۱۹۷۳ (انگلیسی: ‎1973 Dutch Grand Prix‎) یک مسابقهٔ موتوری در رشتهٔ اتومبیل‌رانی فرمول یک بود که در تاریخ ۲۹ ژوئیهٔ ۱۹۷۳ در پیست زاندفورت واقع در زاندفورت، هلند برگزار شد. این گراند پری در میان ۱۵ گراند پری در فصل ۱۹۷۳، مسابقهٔ شمارهٔ ۱۰ بود.
در این مسابقه که در ۷۲ دور و به مسافت ۳۰۴٫۲۷ کیلومتر (۱۸۹٫۰۶۵ مایل) برگزار شد، پول پوزیشن توسط رونی پیترسن کسب شد و سریع‌ترین زمان برای طی یک دور پیست که برابر با ۱:۲۰٫۳۱ بود نیز توسط رونی پیترسن به ثبت رسید.
جکی استوارت از تیم تایرل-فورد، فرانسوا سورت از تیم تایرل-فورد و جیمز هانت از تیم مارچ-فورد به‌ترتیب مقام‌های اول تا سوم مسابقه را کسب کردند.

## رده‌بندی قهرمانی پس از مسابقه
|       | جایگاه | راننده           | امتیاز |
| ----- | ------ | ---------------- | ------ |
|       | ۱      | جکی استوارت      | ۵۱     |
|       | ۲      | امرسون فیتیپالدی | ۴۱     |
|       | ۳      | فرانسوا سورت     | ۳۹     |
|       | ۴      | رونی پیترسن      | ۲۵     |
| ۱     | ۵      | پیتر روسون       | ۲۳     |
| منبع: |        |                  |        |

|       | جایگاه | سازنده      | امتیاز  |
| ----- | ------ | ----------- | ------- |
| ۱     | ۱      | تایرل-فورد  | ۶۲ (۶۶) |
| ۱     | ۲      | لوتوس-فورد  | ۵۸ (۶۲) |
|       | ۳      | مک‌لارن-فورد | ۳۸      |
|       | ۴      | برابام-فورد | ۱۲      |
|       | ۵      | فراری       | ۱۲      |
| منبع: |        |             |         |

یادداشت
- تنها پنج جایگاه نخست از هر رده‌بندی نمایش داده شده‌است.